# Aéro-Club de France

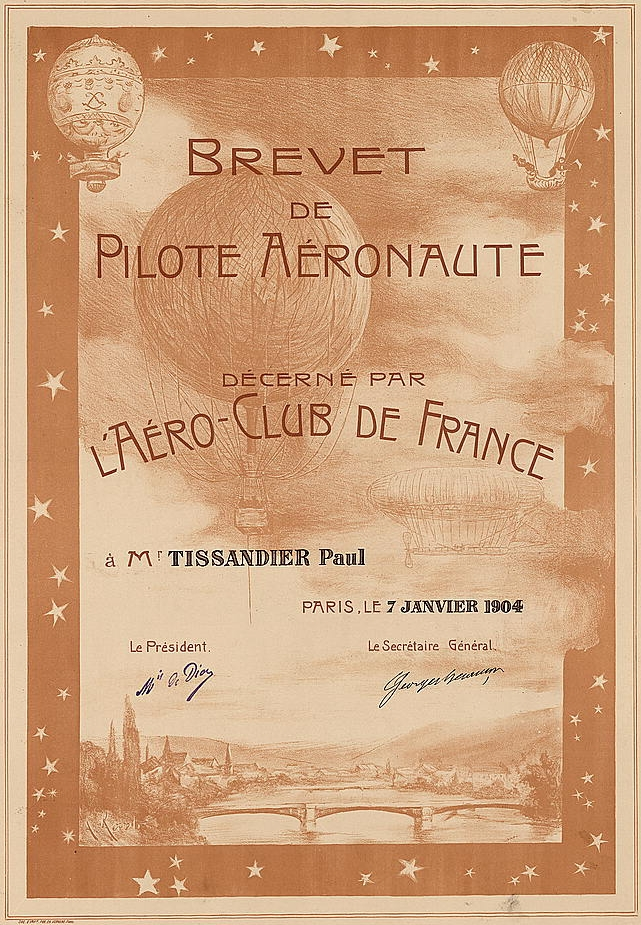
Un brevetto per il pilotaggio di aerostati rilasciato dall'Aéro-Club nel 1904.

(Motto dell'Aéro-Club de France)
L'Aéro-Club de France è la più antica istituzione francese finalizzata a coordinare e incentivare i progressi dell'aviazione e della ricerca aeronautica. Nacque il 20 ottobre 1898 per iniziativa di Ernest Archdeacon, Léon Serpollet, Henri de la Valette, Jules Verne e sua moglie, André Michelin, Albert de Dion, Alberto Santos-Dumont, Henry Deutsch de la Meurthe ed Henry de La Vaulx, con l'obiettivo di «incoraggiare la locomozione aerea in tutte le sue forme e in tutte le sue applicazioni.»
Inizialmente noto semplicemente come Aéro-Club, la sua utilità pubblica venne riconosciuta il 20 aprile 1909 e la denominazione venne cambiata in Aéro-Club de France.
Nei primi anni della sua attività, nell'era pionieristica del volo, l'Aéro-Club incentivò lo sviluppo dell'aeroplano (ma anche di altri tipi di macchine volanti, come il dirigibile) per mezzo di premi in denaro messi in palio, ad esempio, per il primo aviatore che fosse riuscito a compiere un volo di 25 metri, o di 100, eccetera. Fu, inoltre, uno degli enti che contribuirono alla creazione nel 1905 della Fédération Aéronautique Internationale.
Più tardi esso fu un punto di riferimento per molti aviatori, francesi e non, tra cui Guynemer, Saint-Exupéry, Clostermann, Dassault.
Oggi esso si fa promotore di iniziative finalizzate a promuovere la diffusione della cultura aeronautica, la trasmissione del patrimonio storico legato alla storia dell'aviazione e la popolarità del volo stesso.